# USS Maine (BB-69)
USS Maine (BB-69) byla nepostavená bitevní loď Námořnictva Spojených států amerických. Měla být třetí jednotkou třídy Montana.

## Důvody zrušení stavby lodi

### Rychlost
Američané potřebovali rychlé bitevní lodě, které by při bojích doprovázely letadlové lodě třídy Essex. Lodě třídy Montana byly hodně pomalé (maximální rychlost činila 52 km/h). Například lodě třídy Iowa dosahovaly maximální rychlosti 61 km/h.

### Cena
Jelikož lodě, které měly silnou výzbroj a pancíř, byly velmi drahé, rozhodli se Američané postavit raději menší, ale rychlejší bitevní lodě. Ve druhé světové válce také vzrostl význam letectva, takže místo bitevních lodí se stavěly hlavně letadlové lodě.

## Výzbroj
Hlavní zbraňový systém měly tvořit 4 tříhlavňové střelecké věže s děly Mk 7, ráže 406 mm. Dále zde mělo být nainstalováno 10 dvojhlavňových děl Mk 16 ráže 127 mm. Protileteckou obranu mělo zastupovat 10 až 40 kanónů Bofors ráže 40 mm a 56 kanónů Oerlikon ráže 20 mm. Loď měla také mít 3 až 4 hydroplány Vought OS2U Kingfisher nebo Curtiss SC Seahawk.